# Meiotrichum
Meiotrichum là một chi rêu trong họ Polytrichaceae.